# Masse irréductible
La masse irréductible est la masse minimale que peut acquérir un trou noir à la suite des interactions avec son environnement et sans tenir compte d’effets de mécanique quantique. Le terme de « masse » ci-dessus doit être compris comme la masse apparente d’un trou noir, telle qu’elle serait mesurée à grande distance de celui-ci par un observateur sensible à son champ gravitationnel. D’après les équations de la relativité générale, ce n’est pas la masse, mais l’énergie qui est responsable du champ gravitationnel. La masse irréductible correspond de ce fait à la portion de l’énergie totale du trou noir qui n’est pas de nature électromagnétique ou cinétique.

## Introduction
Bien qu’un trou noir soit un objet dont rien ne peut s’échapper, il lui est possible de perdre une partie de son énergie dans les cas suivants :
- quand elle est stockée sous forme d’énergie cinétique de rotation (comme dans un trou noir de Kerr, possédant un moment cinétique non nul) ;
- quand elle l’est sous forme d’énergie électromagnétique (comme dans un trou noir de Reissner-Nordström, possédant une charge électrique).

Par exemple, envoyer dans un trou noir électriquement chargé des particules de charge de signe opposé peut permettre l’annulation de la charge du trou noir, dont l’énergie électromagnétique disparaît alors. Si la masse de ces particules chargées envoyées sur le trou noir est négligeable, alors l’énergie totale possédée par le trou noir peut diminuer lors du processus. Il en est de même avec un trou noir en rotation, dont on peut diminuer le moment cinétique et par suite l’énergie cinétique de rotation en lui faisant absorber des particules dont la projection du moment cinétique par rapport à son axe de rotation est de signe opposé à celle du trou noir.

## Définition
Le concept de masse irréductible est intimement lié aux considérations de la thermodynamique des trous noirs. Celle-ci stipule entre autres que l’aire de l’horizon d’un trou noir ne peut que croître au cours du temps avec des processus de physique classique. La masse irréductible peut ainsi être définie par la configuration de type trou noir de masse minimale pour une surface d’horizon donnée. Le concept de masse irréductible a été proposé par Demetrios Christodoulou et Remo Ruffini au début des années 1970,.

## Expression
À la suite de Demetrios Christodoulou et Remo Ruffini, ainsi que de Stephen Hawking,, la masse irréductible {\displaystyle M_{\mathrm {irr} }} d'un trou noir est définie par la relation,,, :
{\displaystyle M_{\mathrm {irr} }={\frac {c^{2}}{G}}{\sqrt {\frac {A_{\mathrm {H} }}{16\pi }}}},
où :
- {\displaystyle A_{\mathrm {H} }} est l'aire de l'horizon des évènements du trou noir ;
- {\displaystyle c} est la vitesse de la lumière dans le vide ;
- {\displaystyle G} est la constante gravitationnelle.

Elle est donnée par, :
{\displaystyle M^{2}=\left(M_{\mathrm {irr} }+{\frac {Q^{2}}{4GM_{\mathrm {irr} }}}\right)^{2}+{\frac {c^{2}J^{2}}{4G^{2}M_{\mathrm {irr} }^{2}}}},
où :
- {\displaystyle M} est la masse du trou noir ;
- {\displaystyle J} est son moment cinétique ;
- {\displaystyle Q} est sa charge électrique.

## Exemples

### Trou noir de Reissner-Norström
Un trou noir de Reissner-Nordström, tout comme un trou noir de Schwarzschild (sans charge électrique), est sphérique. À masse identique, le rayon de son horizon diminue quand la charge augmente : il passe de 2 M pour un trou noir de Schwarzschild à M quand sa charge est maximale (trou noir dit extrémal). Plus précisément, le rayon de l’horizon varie selon :
{\displaystyle r_{+}=M+{\sqrt {M^{2}-Q^{2}}}},
où M est Q sont respectivement la masse et la charge du trou noir dans le système d'unités géométriques usuel de la relativité générale. La masse irréductible Mirr d’un tel trou noir est donc
{\displaystyle M_{\mathrm {irr} }={\frac {r_{+}}{2}}}.
Le rapport de la masse irréductible sur la masse donne le rendement maximal d’un processus d’extraction d’énergie d’un trou noir. Dans le cas présent, il s’écrit
{\displaystyle r=1-{\frac {M_{i}}{M}}={\frac {1}{2}}-{\frac {1}{2}}{\sqrt {1-{\frac {Q^{2}}{M^{2}}}}}}.
Ce rendement est maximal dans le cas d’un trou noir extrémal, c’est-à-dire quand Q = M, où 50 % de l’énergie du trou noir peut être extraite.

### Trou noir de Kerr
Le processus permettant à un trou noir de Kerr d’atteindre sa masse irréductible a été explicité par le mathématicien et physicien britannique Roger Penrose. Il porte le nom de processus de Penrose. Il permet d’extraire jusqu’à 29 % de l’énergie d’un trou noir en rotation si celui-ci est extrême.
Cette fois, la coordonnée radiale qui détermine la position de l'horizon est donnée par :
{\displaystyle r_{+}=M+{\sqrt {M^{2}-a^{2}}}},
a étant le moment cinétique par unité de masse du trou noir, exprimé dans le système d'unités géométriques. Le trou noir n'étant plus à symétrie sphérique, sa surface est donnée par une formule légèrement différente :
{\displaystyle A=4\pi (r_{+}^{2}+a^{2})},
qui donne
{\displaystyle A=8\pi Mr_{+}}.
La masse irréductible est donc
{\displaystyle M_{\rm {irr}}={\sqrt {\frac {Mr_{+}}{2}}}}.
En l'absence de moment cinétique, r+ vaut 2 M et masse et masse irréductibles sont identiques. Dans le cas d'un trou noir extrémal, r+ vaut M est la masse irréductible est plus petite que la masse d'un facteur racine carrée de 2. Le rendement maximum est donc comme annoncé
{\displaystyle r_{\rm {max}}=1-{\frac {1}{\sqrt {2}}}\simeq 29\%}.